# Jesus Freak Hideout
Jesus Freak Hideout é um website de música cristã. É um site especializado em divulgar e vender álbuns de bandas cristãs.
É um site conhecido pela divulgação e promoção de música independente, bem como fornecer entrevistas dos artistase e dar a conhecer datas de concertos. O nome deste site foi inspirado no disco do dc Talk em 1995, Jesus Freak.
O nome Jesus Freak Hideout foi também escolhido por causa de DiBiase, o fundador do site, que utilizava muitas vezes a expressão Jesus Freak, tendo criado o que é hoje o website.

## História
Jesus Freak Hideout foi fundado em 13 de Agosto de 1996, por John DiBiase, na altura com 16 anos e fã de música cristã. O seu site começou por estar disponível no Algelfire, durante os dois primeiros anos.
No Verão de 1998, o site fez uma parceria com uma maior empresa discográfica de música cristã, ajudando-a a atingir uma maior auduência. Jesus Freak Hideout foi lançada com o endereço www.jesusfreakhideout.com. O website terminou a sua relação com a empresa em 2001 e continuou a crescer de forma significativa no mundo da música cristã, tornando-se numa das maiores do seu género.
O site é actualizado diariamente com as últimas da música cristã, incluindo lançamentos de álbuns, entrevistas, concursos, notícias da música, emtre outros assuntos. Jesus Freak Hideout mostrou igualmnete concertos de bandas como Skillet, Relient K, Switchfoot, Anberlin, The O.C. Supertones, e Audio Adrenaline. Teve também exclusivos de entrevistas com TobyMac, Relient K, Switchfoot, Family Force 5, Kevin Max, Thousand Foot Krutch, Audio Adrenaline, e muitos outros.
Alguns anos depois do site aparecer, o autor J.M. Farro começou a escrever para o site, o que mais tarde apareceu nas livrarias com os quatro livros publicados pela Harrison House Publishers - "Life On Purpose," "Life On Purpose For Women," "Life On Purpose For Men," e "Life On The Go For Dads." O livro de Farro "Life On Purpose" vendeu mais de 60 mil exemplares.